# FOX-gen
De FOX-genen of forkhead box-genen zijn een genfamilie die een cruciale rol spelen in de ontwikkeling van dieren. Enkele FOX-genen zijn ook gevonden in schimmels. Het zijn regulatorgenen, waarvan de eiwitten de expressie van andere genen beïnvloeden en zijn betrokken bij de celgroei, celstrekking, celdifferentiatie en levensduur van de cel. Veel FOX-genen beïnvloeden de embryonale ontwikkeling.
De naam FOX is een afkorting van forkhead box, genoemd naar de aard van hun werking. FOX-eiwitten bestaan uit 80 tot 100 aminozuren die zich aan het DNA hechten, waardoor de genexpressie van andere genen wordt beïnvloed.
De FOX-genen worden ingedeeld in 17 groepen, FOXA tot en met FOXS. De totale werking en functie van deze genen is nog niet in kaart gebracht, maar van veel genen is al wel bekend waar ze invloed op hebben. Omdat deze genen een grote invloed hebben op de ontwikkeling van het individu is de tolerantie voor mutaties erg laag. Daardoor zijn de genen in de loop van de evolutie over het algemeen weinig gedivergeerd en goed geconserveerd en herkenbaar in verschillende soorten. Ze zijn derhalve goed geschikt voor het opstellen van evolutionaire stambomen.
Mutaties in FOX-genen zijn verantwoordelijk voor een reeks van erfelijke ziekten die bij de mens zijn gevonden.

## FOX-genen
| Gen     | Mens          | Mens           |
| Gen     | Chromosoom    | Locus          |
| ------- | ------------- | -------------- |
| FOXA1   | Chromosoom 14 | 14q21.1        |
| FOXA2   | Chromosoom 20 | 20p11.21       |
| FOXA3   | Chromosoom 19 | 19q13.32       |
| FOXB1   | Chromosoom 15 | 15q22.2        |
| FOXB2   | Chromosoom 9  | 9q21.2         |
| FOXC1   | Chromosoom 6  | 6p25.3         |
| FOXC2   | Chromosoom 16 | 16q24.1        |
| FOXD1   | Chromosoom 5  | 5q13.2         |
| FOXD2   | Chromosoom 1  | 1p33           |
| FOXD3   | Chromosoom 1  | 1p31.3         |
| FOXD4   | Chromosoom 9  | 9p24.3         |
| FOXD4L1 | Chromosoom 2  | 2q14.1         |
| FOXD4L3 | Chromosoom 9  | 9q21.11        |
| FOXD4L4 | Chromosoom 9  | 9q21.11        |
| FOXD4L5 | Chromosoom 9  | 9q21.11        |
| FOXD4L6 | Chromosoom 9  | 9p11.2         |
| FOXE1   | Chromosoom 9  | 9q22.33        |
| FOXE3   | Chromosoom 1  | 1p33           |
| FOXF1   | Chromosoom 16 | 16q24.1        |
| FOXF2   | Chromosoom 6  | 6p25.3         |
| FOXG1   | Chromosoom 14 | 14q12          |
| FOXH1   | Chromosoom 8  | 8q24.3         |
| FOXI1   | Chromosoom 5  | 5q35.1         |
| FOXI2   | Chromosoom 10 | 10q26.2        |
| FOXI3   | Chromosoom 2  | 2p11.2         |
| FOXJ1   | Chromosoom 17 | 17q25.1        |
| FOXJ2   | Chromosoom 12 | 12p13.31       |
| FOXJ3   | Chromosoom 1  | 1p34.2         |
| FOXK1   | Chromosoom 7  | 7p22.1         |
| FOXK2   | Chromosoom 17 | 17q25.3        |
| FOXL1   | Chromosoom 16 | 16q24.1        |
| FOXL2   | Chromosoom 3  | 3q22.3         |
| FOXM1   | Chromosoom 12 | 12p13.33       |
| FOXN1   | Chromosoom 17 | 17q11.2        |
| FOXN2   | Chromosoom 2  | 2p16.3         |
| FOXN3   | Chromosoom 14 | 14q31.3-q32.11 |
| FOXN4   | Chromosoom 12 | 12q24.11       |
| FOXO1   | Chromosoom 13 | 13q14.11       |
| FOXO3   | Chromosoom 6  | 6q21           |
| FOXO4   | X-chromosoom  | Xq13.1         |
| FOXO6   | Chromosoom 1  | 1p34.2         |
| FOXP1   | Chromosoom 3  | 3p13           |
| FOXP2   | Chromosoom 7  | 7q31.1         |
| FOXP3   | X-chromosoom  | Xp11.23        |
| FOXP4   | Chromosoom 6  | 6p21.1         |
| FOXQ1   | Chromosoom 6  | 6p25.3         |
| FOXR1   | Chromosoom 11 | 11q23.3        |
| FOXR2   | X-chromosoom  | Xp11.21        |
| FOXS1   | Chromosoom 20 | 20q11.21       |

- FOXF2, heeft een expressie in de longen en placenta.
- FOXJ1, houdt het immuunsysteem in toom en voorkomt daarmee auto-immuunziekten.
- FOXL2, is betrokken bij de ontwikkeling van eierstoken. Een mutatie in dit gen veroorzaakt bij de mens congenitale ptosis (hangend ooglid).
- FOXM1B, van groot belang voor het verdubbelen van het DNA en de mitose, stimulatie van de expressie van dit gen stimuleert de weefselgroei, het wordt daarom ook wel het eeuwige jeugd-gen genoemd.
- FOXP2, wordt bij de mens verantwoordelijk geacht voor het spraakvermogen. Maar ook bij andere zoogdieren is gevonden dat het FOXP2-gen van belang is voor de ontwikkeling van communicatie door geluidsignalen.